# Коритен
Коритен или Ђордино (грч. Ξηροχώρι, Ксирохори) је насељено место у општини Илиџијево у периферији Средишња Македонија, Грчка. Према попису из 2021. године било је 467 становника.
Према бугарском географу и историчару, Василу Канчову, у Коритену је 1900. године живело 370 Словена хришћана. Током Другог балканског рата село је доста страдало и многи његови житељи су избегли. Године 1914. готово целокупно становништво је принудно исељено у Бугарску а на њихово место је насељено 20 грчких породица и четири породице Рома муслимана. Село је на попису из 1920. године имало 141 становника. После 1922. године насељено је 59 грчких избегличких породица из Турске. На попису из 1928. године Коритен је имао 479 становника. Километар западно од села саграђено је ново насеље које се први пут спомиње на попису из 1961. године. Постепено је становништво старог насеља пресељено у ново насеље.